# Воррік (округ, Індіана)
Шаблон:StateAbbr_ 38°06′ пн. ш. 87°16′ зх. д. / 38.1° пн. ш. 87.27° зх. д.
Округ Воррік (англ. Warrick County) — округ (графство) у штаті Індіана, США. Ідентифікатор округу 18173.

## Історія
Округ утворений 1813 року.

## Демографія
За даними перепису 
2000 року 
загальне населення округу становило 52383 осіб, зокрема міського населення було 37258, а сільського — 15125.
Серед мешканців округу чоловіків було 25734, а жінок — 26649. В окрузі було 19438 домогосподарств, 15176 родин, які мешкали в 20546 будинках.
Середній розмір родини становив 3,03.
Віковий розподіл населення поданий у таблиці:
| Стать    | До 15 років | 15-21 | 22-29 | 30-39 | 40-49 | 50-65 | 65-85 | Понад 85 |
| -------- | ----------- | ----- | ----- | ----- | ----- | ----- | ----- | -------- |
| Чоловіки | 5944        | 2444  | 2202  | 3855  | 4382  | 4562  | 2148  | 197      |
| Жінки    | 5602        | 2326  | 2239  | 4092  | 4547  | 4523  | 2795  | 525      |

## Суміжні округи
- Пайк — північ
- Дюбойс — північний схід
- Спенсер — схід
- Девісс, Кентуккі — південний схід
- Гендерсон, Кентуккі — південь,  південний захід
- Вандерберг — захід
- Ґібсон — північний захід

## Виноски
1. ↑  U.S. Decennial Census. United States Census Bureau. Архів оригіналу за 4 квітня 2018. Процитовано 10 липня 2014.
2. ↑  Historical Census Browser. University of Virginia Library. Архів оригіналу за 11 серпня 2012. Процитовано 10 липня 2014.
3. ↑  Population of Counties by Decennial Census: 1900 to 1990. United States Census Bureau. Архів оригіналу за 4 жовтня 2014. Процитовано 10 липня 2014.
4. ↑  Census 2000 PHC-T-4. Ranking Tables for Counties: 1990 and 2000 (PDF). United States Census Bureau. Архів оригіналу (PDF) за 18 грудня 2014. Процитовано 10 липня 2014.
5. ↑  Warrick County QuickFacts. Бюро перепису населення США. Архів оригіналу за 22 липня 2011. Процитовано 25 вересня 2011.(англ.) Наведено за англійською вікіпедією.
6. ↑  American FactFinder. Бюро перепису населення США. Архів оригіналу за 26 лютого 2012. Процитовано 31 січня 2008.

| США | Це незавершена стаття з географії США. Ви можете допомогти проєкту, виправивши або дописавши її. |